# Distretto di Šardara
Il distretto di Šardara (in kazako: Шардара ауданы) è un distretto (audan) del Kazakistan con capoluogo Šardara.